# Mustafa Yücedağ
Mustafa Yücedağ (* 25. April 1966 in Gaziantep; † 17. Februar 2020 in Zaandam) war ein niederländisch-türkischer Fußballspieler und -trainer.

## Karriere

### Spielerkarriere
Yücedağ kam in der südosttürkischen Stadt Gaziantep auf die Welt und zog mit seiner Familie bereits im Kindesalter in die Niederlande. Hier begann er für die Nachwuchsabteilung von Ajax Amsterdam zu spielen. Ab 1985 begann er auch am Training der Profimannschaft teilzunehmen. In seiner ersten Spielzeit absolvierte er eine Ligapartie für die 1. Mannschaft. Zur neuen Saison wechselte er innerhalb der Eredivisie zu PEC Zwolle. Für diesen Klub spielte er zwei Spielzeiten und verließ diesen, nachdem der Verein im Sommer 1988 den Klassenerhalt verfehlte.
Im Sommer 1988 wechselte Yücedağ in die Türkei und heuerte beim Istanbuler Erstligisten Sarıyer GK an. Bei diesem Klub etablierte er sich auf Anhieb als Stammspieler. Mit seinem Verein beendete er die Saison als Tabellenvierter der 1. Lig und sorgte so für die Wiederholung der besten Erstligaplatzierung der Vereinsgeschichte. In dieser Spielzeit stieg Yücedağ auch zum türkischen Nationalspieler auf. Nach einer weiteren überzeugenden Spielzeit bei Sarıyer wurde er zu einem der begehrtesten Spieler der Sommertransferperiode 1990. Yücedağ nahm das Angebot von Galatasaray Istanbul an und wechselte zu diesem Stadtrivalen. Bei diesem Verein gelang es Yücedağ nicht sich als Stammspieler durchzusetzen. Er absolvierte bis zum Saisonende 18 Pflichtspielbegegnungen und stand in elf Partien in der Startelf. Sein Verein spielte lange Zeit um die Türkische Meisterschaft mit und beendete die Saison hinter dem Erzrivalen Beşiktaş Istanbul als Vizemeister. In der gleichen Saison konnte Yücedağ mit seiner Mannschaft den Türkischen Pokal gewinnen.
Am Anfang seiner zweiten Saison für Galatasaray konnte er mit diesem Verein den vorsaisonal gespielten TSYD-Istanbul-Pokal gewinnen. In dieser Saison gelangen ihm mehr Pflichtspieleinsätze als in der vorherigen. Mit seiner Mannschaft erreichte er im Europapokal der Pokalsieger der Saison 1991/92 das Viertelfinale. Im Viertelfinale traf seine Mannschaft auf den späteren Turniersieger Werder Bremen. In zwei hart umkämpften spielen schied sein Klub gegen die Bremer aus. In der Liga verlor man schnell den Anschluss an die Tabellenspitze und beendete die Saison auf dem 3. Tabellenplatz. Zur neuen Saison verpflichtete sein Verein Karl-Heinz Feldkamp als neuen Cheftrainer. Dieser führte als Erstes eine Kaderrevision durch und sortierte einige Spieler zum Verkauf aus, u. a. Yücedağ.
Nachdem Yücedağ bei Galatasaray aussortiert wurde, wechselte er zum Erzrivalen Fenerbahçe Istanbul. Hier wurde er vom Cheftrainer Jozef Vengloš bis zur Winterpause in lediglich zwei Ligaspielen eingesetzt. Und so wechselte er vor dem Rückrundenstart zu seinem alten Verein Sarıyer SK. Für diesen Klub spielte er nur bis zum Saisonende und zog anschließend zu BV De Graafschap weiter. Auch bei diesem Verein verweilte er nur kurz und heuerte bereits im November 1993 beim Erstligisten Gaziantepspor an, dem Verein seiner Geburtsstadt. Hier spielte er nur bis zum Saisonende. Nachdem Yücedağ die Saison 1994/95 bei Sarıyer verbracht hatte, beendete er im Sommer 1995 seine Karriere.

### Nationalmannschaft
Yücedağ begann seine Länderspielkarriere mit einem Einsatz für die Türkische U-21-Nationalmannschaft. Nach einem weiteren Spiel für die U-21, wurde er vom türkischen Nationaltrainer Metin Türel in den Kader der türkischen Nationalmannschaft nominiert. Im Testspiel gegen die Fußballnationalmannschaft der DDR gab er dann sein Länderspieldebüt.

### Trainerkarriere
Yücedağ begann ab März 2008 bei Gaziantepspor als Nachwuchstrainer zu arbeiten. Zum Saisonende wurde er dann zum Co-Trainer der Profimannschaft befördert und assistierte hier dem Cheftrainer Nurullah Sağlam. Von Sommer 2009 bis Oktober 2010 war Yücedağ Dolmetscher von Frank Rijkaard, während seiner Amtszeit als Cheftrainer von Galatasaray Istanbul.
Anfang September 2013 übernahm er den Viertligisten Ankara Şekerspor als Cheftrainer und arbeitete zum ersten Mal in dieser Funktion. Yücedağ verstarb am 17. Februar 2020 an den Folgen eines Herzinfarkts.

## Erfolge
Mit Sarıyer SK
- Vierter der Süper Lig: 1990/91
- Fünfter der Süper Lig: 1989/90

Mit Galatasaray Istanbul
- Türkischer Pokalsieger: 1990/91
- TSYD-Istanbul-Pokalsieger: 1991/92
- Viertelfinale des Europapokal der Pokalsieger: 1991/92